# Veneroidea
Super-famille
Synonymes
Veneracea
Les Veneroidea sont une super-famille de mollusques bivalves.

## Liste des familles
Selon World Register of Marine Species (1 juin 2016) :
- famille Isocyprinidae R. N. Gardner, 2005 †
- famille Neoleptonidae Thiele, 1934
- famille Veneridae Rafinesque, 1815

Selon ITIS (1 juin 2016) :
- famille Glauconomidae Gray, 1853
- famille Petricolidae Deshayes, 1831
- famille Turtoniidae Clark, 1855
- famille Veneridae Rafinesque, 1815